# ميمون (جنس)
المَيْمُونُ أو المندريل[بحاجة لمصدر] (الاسم العلمي: Mandrillus) هو جنس من الحيوانات يتبع فصيلة سعادين العالم القديم من رتبة الرئيسيات.
وهو قرد كبير ألوانه زاهية، يعيش في غابات الكاميرون وسائر مناطق غرب إفريقيا. وهو شبيه بالبابون بما له من ذراعين طويلين، وعينين شبيهتين بعيني الخنزير، وأنياب طويلة، وفكّين مستدقين شبيهين بِفكّي الكلب. وذكر الماندريل متعدد الألوان بصورة مدهشة ؛ فوجنتاه زرقاوان وأنفه الأفطس الطويل أحمر، وردفاه يمتزج فيهما اللونان الأحمر والأزرق. وتعيش قردة الماندريل - كما هو حال أغلب أنواع القردة - في مجموعات، وهي تنتقل عادة على الأرض وتطوف بالغابات ؛ لتأكل الثمار وأجزاء النبات الأخرى، وربما أيضاً الحشرات.

## الحالة والحماية
يعد الميمون من الأنواع غير المحصنة ويتأثر بإزالة الغابات. غير أن اصطياده من أجل لحمه هو التهديد الأكثر مباشرةً. الميمون مهدد بشكل خاص في جمهورية الكونغو. ورغم ذلك فقد كان هناك حالات لأفراد ولدوا في الأسر وتم إعادتهم بنجاح إلى البرية.